# Герб Черкасс
Герб Черкасс (укр. Герб Черкас) — официальный геральдический символ города Черкассы Черкасской области Украины, утверждён 11 января 1995 года решением 19 сессии Черкасского городского совета.

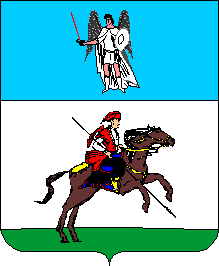
Проект 1851 года

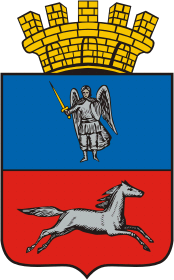
Герб 1852 года

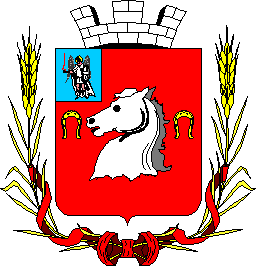
Проект Б. Кёне

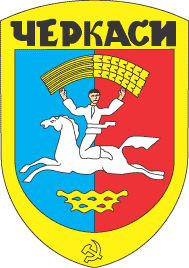
Советский герб

## Описание
В пересечённом на лазурь и червлень щите казак в червлёной одежде, держащий на плече ружье, с саблей и пороховницей на поясе в лазури и серебряный конь влево в червлени.

## Символика
Казак символизирует непосредственное отношение города к формированию казачества на Украине. Конь символизирует храбрость льва, зрение орла, силу волка, скорость оленя и хитрость лисы, воссоздавая, таким образом, качества людей, живущих в этих краях, и старый городской герб 1852 года.
Авторы герба: О. Толкушин и А. Пендюра.

## История
Первый известный герб города относится к временам Речи Посполитой, именно того периода, когда город получил магдебургское право. На гербе был изображен вооруженный копьем наездник на вороном коне, одетый в черно-белые доспехи, синие штаны и желтые сапоги.
В 1851 году был разработан проект нового герба. В белом поле герба был изображен вооруженный копьем, а в лазурном поле был изображен герб Киева.
По неизвестным причинам был утвержден другой герб. Это произошло 26 декабря 1852 года. В верхней части нового герба изображение герба Киева, в нижней части белый конь, скачущий в правую сторону. Щит был увенчан серебряной городской короной с тремя башнями.

### Проект Бориса Кёне
В 1864 году Борис Кёне разработал проект нового герба города. В красном поле была изображена белая конская голова с черными глазами, и две золотые подковы. В свободной части находилось изображение герба Киевской губернии. Щит был увенчан серебряной городской короной с тремя башнями и обрамлен двумя золотистыми колосьями, перевязанными Александровской лентой. Этот проект так и не был утвержден, хотя считается одним из лучших гербов за всю историю города.

### Советский герб
При советской власти первый герб был утвержден 18 сентября 1985 года решением 3 сессии XIX созыва Черкасского городского совета. Герб представлял собой щит вертикально разделенный на два поля, лазурное и красное. В середине изображен наездник на белом коне, одетый в белый костюм, держащий в поднятых руках сноп колосьев. Под наездником изображены три золотых волны, а в верхней части золотого картуша черными буквами написано название города на украинском языке, а в нижней его части изображены серп и молот.
Конь — символ степных просторов и казачества, а юный наездник символизирует город Черкассы, самого молодого областного центра Украины.
Авторы герба: М. Телиженко, А. Петренко и О. Костогриз.